# Lista de presidentes da Fundação Oswaldo Cruz
Esta é uma lista dos presidentes da Fundação Oswaldo Cruz (Fiocruz). Atualmente, o presidente da instituição é nomeado pela Presidência da República, por indicação do Ministério da Saúde, que segue o resultado de eleição direta realizada pela comunidade de servidores. O mandato da Presidência tem duração de quatro anos, podendo haver readmissão para um segundo mandato consecutivo.

## Presidentes
| Nº | Foto | Nome                                                      | Profissão                             | Unidade                                                                                | Início | Fim   |
| -- | ---- | --------------------------------------------------------- | ------------------------------------- | -------------------------------------------------------------------------------------- | ------ | ----- |
| 1  |      | Pedro Affonso de Carvalho Franco (Barão de Pedro Affonso) | médico cirurgião                      |                                                                                        | 1900   | 1902  |
| 2  |      | Oswaldo Cruz                                              | médico sanitarista                    |                                                                                        | 1902   | 1917  |
| 3  |      | Carlos Chagas                                             | médico, bacteriologista               |                                                                                        | 1917   | 1934  |
| 4  |      | Antônio Cardoso Fontes                                    | médico                                |                                                                                        | 1934   | 1942  |
| 5  |      | Henrique de Beaurepaire Rohan Aragão                      | médico                                |                                                                                        | 1942   | 1949  |
| 6  |      | Olympio Oliveira Ribeiro da Fonseca                       | médico, parasitologista               |                                                                                        | 1949   | 1953  |
| 7  |      | Cássio Miranda                                            | médico, bacteriologista               |                                                                                        | 1953   | 1954  |
| 8  |      | Francisco da Silva Laranja Filho                          | médico cardiologista                  | Escola Nacional de Saúde Pública                                                       | 1954   | 1955  |
| 9  |      | Antônio Augusto Xavier                                    |                                       |                                                                                        | 1955   | 1958  |
| 10 |      | Amílcar Vianna Martins                                    | médico, parasitologista               |                                                                                        | 1958   | 1960  |
| 11 |      | Tito Arcoverde Cavalcanti                                 | médico, fisiologista                  | Divisão de Fisiologia                                                                  | 1960   | 1961  |
| 12 |      | Joaquim Travassos da Rosa                                 | médico, bacteriologista, virologista  |                                                                                        | 1962   | 1964  |
| 13 |      | Francisco de Paula da Rocha Lagoa                         | médico, político                      |                                                                                        | 1964   | 1969  |
| 14 |      | José Guilherme Lacôrte                                    | médico, bacteriologista, imunologista |                                                                                        | 1969   | 1970  |
| 15 |      | Oswaldo Cruz Filho                                        | médico, patologista, microbiologista  | Laboratório de Soros e Toxóides                                                        | 1970   | 1972  |
| 16 |      | Oswaldo Lopes da Costa                                    | médico sanitarista                    | Dpto. de Metodologia do Planejamento (Instituto Presidente Castelo Branco)             | 1972   | 1975  |
| 17 |      | Vinícius Fonseca                                          | economista                            |                                                                                        | 1975   | 1979  |
| 18 |      | Guilardo Martins Alves                                    | médico                                |                                                                                        | 1979   | 1985  |
| 19 |      | Antônio Sérgio Arouca                                     | médico sanitarista                    | Escola Nacional de Saúde Pública                                                       | 1985   | 1989  |
| 20 |      | Akira Homma                                               | médico veterinário                    | Bio-Manguinhos                                                                         | 1989   | 1990  |
| 21 |      | Luiz Fernando da Rocha Ferreira da Silva (interino)       | médico, parasitologista               | Escola Nacional de Saúde Pública                                                       | 1990   | 1990  |
| 22 |      | Hermann Schatzmayr                                        | médico veterinário, virologista       | Dpto. de Virologia (Instituto Oswaldo Cruz)                                            | 1990   | 1992  |
| 23 |      | Euclides Ayres de Castilho (interino)                     | médico epidemiologista                |                                                                                        | 1992   | 1992  |
| 24 |      | Carlos Médicis Morel                                      | médico, biofísico                     | Dpto. de Bioquímica e Biologia Molecular (Instituto Oswaldo Cruz)                      | 1992   | 1997  |
| 25 |      | Eloi de Souza Garcia                                      | médico veterinário                    | Laboratório de Bioquímica, Fisiologia e Imunologia de Insetos (Instituto Oswaldo Cruz) | 1997   | 2000  |
| 26 |      | Paulo Buss                                                | médico pediatra                       | Escola Nacional de Saúde Pública                                                       | 2000   | 2008  |
| 27 |      | Paulo Ernani Gadelha Vieira                               | médico psiquiatra                     | Casa de Oswaldo Cruz                                                                   | 2009   | 2016  |
| 28 |      | Nísia Trindade Lima                                       | socióloga                             | Casa de Oswaldo Cruz                                                                   | 2017   | 2023  |
| 29 |      | Mario Santos Moreira                                      | administrador                         | Bio-Manguinhos, Fiocruz Paraná                                                         | 2023   | atual |